# Escuela Superior de Arte Dramático de Sevilla
La Escuela Superior de Arte Dramático de Sevilla, también llamada ESAD de Sevilla es una institución pública dependiente de la Consejería de Educación de la Junta de Andalucía,integrada en las Enseñanzas artísticas Superiores (EEAASS), como centro de estudios teatrales centrado en las especialidades de Interpretación, en los itinerarios de Interpretación textual y Escenografía.

## Historia
Los orígenes de la Escuela de Arte Dramático de Sevilla remontan a mediados del siglo  XVIII,  cuando Pablo de Olavide aprobó la instalación en la calle San Vicente una escuela para la Formación Dramática y la Danza. De ella nacerían figuras tan prestigiosas como María del Rosario Fernández, "La Tirana", que sería retratada por Goya.
La Ley Moyano de 1957 contempló por primera vez las Enseñanzas Artísticas Superiores en un texto normativo, bajo el rotulo "Bellas Artes", enseñanzas que agrupa la pintura, la escultura, la arquitectura y la música y, dentro de ésta última, la declamación.
En agosto de 1933 se fundó el Conservatorio Estatal de Sevilla a instancias de Eduardo Torres y Ernesto Halffter, quienes contaban con los apoyos del rector Estanislao del Campo, del poeta Joaquín Romero Murube, amigo del ministro y posterior presidente del Gobierno, Diego Martínez Barrios, así como de Federico García Lorca que en aquel momento dirigía La Barraca y era asesor del ministro de Instrucción Pública Francisco J. Barnés y Salinas. 
En 1983 el Conservatorio pasa a ser tutelado por la Junta de Andalucía, haciéndose cargo la Consejería de Educación y Ciencia. Posteriormente, durante 1988, se acomete el Decreto de 1952 por el cual la Escuela Superior de Arte Dramático y Danza de Sevilla se desvincula —con administración propia— del Conservatorio de Música, trasladándose al Pabellón de Argentina.  
El 3 de octubre de 1990 se aprobó la Ley Orgánica de Ordenación General del Sistema Educativo (LOGSE), cuyo contenido especifica que las enseñanzas artísticas pasen a ser de rango "equivalente" a licenciatura universitaria. Consecutivamente, en 1994, estos estudios se separan administrativamente del área de Danza, creándose definitivamente la actual Escuela Superior de Arte  Dramático de Sevilla. A partir de ese momento, se puede cursar en la ESAD la especialidad de interpretación textual, a la que se sumó la de escenografía desde 2002.
Entre la historia más reciente de la ESAD de Sevilla destaca la aprobación del Real Decreto 630/2010, por el que se regula el contenido básico de las Enseñanzas Artísticas Superiores que pasan a ser elevadas al rango de Grado en Arte Dramático.

## Instalaciones
La Escuela cuenta con 16 aulas, un patio central, un taller y varias aulas de dibujo e informática. Así mismo cuenta con un pequeño teatro, capaz de albergar a unos 65-70 espectadores sentados, sin escenario pero pavimentado con madera.

## Plan de estudios
La ESAD de Sevilla cuenta actualmente con dos especialidades cursadas en cuatro años: Interpretación y Escenografía.
A su vez la especialidad de Interpretación tiene dos recorridos: Interpretación Textual e Interpretación Gestual. No hay una clara diferencia entre estos porque un actor usa su cuerpo como herramienta, y practicamente siempre usará la palabra. Supone un déficit educativo hacer esta división. En el futuro se tratará de establecer nuevos recorridos. 

## Leyendas
Hay leyendas y comentarios populares sobre la escuela. De las más comunes es la existencias de fantasmas errantes en la misma; leyenda sobre la cual escribió una serie de obras cortas el dramaturgo y director de escena Alfonso Zurro, exdirector de la propia escuela. 